# Sheh Mala
Sheh Mala lub Sheh Maliqi, właściwie Abdyl Malik Hilmi Hoxha (ur. 1865 w Kobillogllavë, zm. 1928) – osmański tłumacz i poeta, z narodowości Albańczyk.

## Życiorys
Pobierał naukę w Orahovacu u chalwetytów, następnie uczył się w medresie w Prizrenie. Został następnie imamem, a w 1887 roku założył w Orahovacu malamicką chanakę. Był autorem albańsko- i osmańskojęzycznych dywanów oraz 16 albańskojęzycznych opowiadań religijnych, utworzył także dwa wiersze pod tytułem Derti i bylbylit oraz Fatkeqësia e fluturës.
Był odpowiedzialny za przetłumaczenie ważnego w sufizmie dzieła pod tytułem Varidat autorstwa Szejka Bedreddina.
Potępił działania wojenne Serbii prowadzone w ramach I wojny bałkańskiej.

## Życie prywatne
Syn Fejzullaha Hoxhy.

## Wybrane poezje[2]
- Dashni për të dashnin
- Loçka e zemrës
- Lulishtja e Hilmisë qoftë makbuli i Perëndisë
- Lutnja e zemrës
- Minderllëku i nuseve të hakkikatit
- Sofra e hazreti Alisë